# نادژدا سارگسیان
نادژدا ویگنی سارگسیان (ارمنی: Նադեժդա Վիգենի Սարգսյան؛ انگلیسی: Nadezhda Sargsyan؛ زادهٔ ۱۷ اکتبر ۱۹۵۴ - درگذشته ۲ ژوئیهٔ ۲۰۱۸) یک سیاستمدار و خواننده اهل ارمنستان بود که از ۱۹۹۵ تاریخ تا تاریخ ۱۹۹۹ سمت نمایندگی دوره اول مجلس ملی جمهوری ارمنستان را برعهده داشت.

## زندگی‌نامه
در ۱۷ اکتبر ۱۹۵۴ در ایروان به دنیا آمد و از دانشگاه هنرهای نمایشی روسیه فارغ‌التحصیل شد. وی همچنین برنده جوایزی همچون چهره فرهنگی شایسته جمهوری ارمنستان شده است. وی در ۲ ژوئیهٔ ۲۰۱۸ در سن ۶۳ سالگی در ایروان درگذشت.